# Avarffy Elek
Avarffy Elek (Arad, 1880. november 9. – Budapest, 1946. január 23.) magyar orvos, politikus, író.

## Élete
Középiskoláit szülővárosában, az orvosi egyetemet Budapesten végezte. Ugyanitt avatták az orvostudományok doktorává.
Tizenegy évig volt tanársegéd a budapesti egyetem I. számú nőklinikáján. Fél évet a berlini egyetemen töltött, a legkiválóbb specialistáknál. Az orvosi szakirodalomnak egyik kitűnő művelője volt, sok tudományos értekezése jelent meg az „Orvosi Hetilap"-ban és a német tudományos szakfolyóiratokban.
Az első világháború alatt rövid ideig a 29. honvéd gyalogezredben volt orvos, majd kórházparancsnok lett, működése elismeréséül Signum Laudisszal tüntették ki.
1919-től  Csilléry András, Friedrich István, Pekár Gyula és Bleyer Jakab mellett a Fehérház Bajtársi Egyesület nevű jobboldali csoportnak volt egyik meghatározó tagja. Ekkoriban fogott hozzá a Magyar Orvosok Nemzeti Egyesületének megszervezéséhez, melynek az 1920-as évek elején Wein Dezső és Csilléry András mellett vezetője volt, később igazgatója, majd elnöke lett.
A Tanácsköztársaság bukása után alapító tagja volt a Keresztény Nemzeti Pártnak. Az nemzetgyűlésbe a budapesti  XIX. választókerületből jutott be a Keresztény Nemzeti Egyesülés Pártjának programjával. Győzelme egyike volt a legnehezebb és legnagyobb feltűnést keltő győzelmeknek, mert 8035 szótöbbséggel győzött báró Perényi Zsigmonddal szemben. 1922-ig maradt képviselő, ezután főorvosként dolgozott. 1920 és 1923 között a fővárosi törvényhatósági bizottság tagja volt.
1922-ben pert vesztett Szabolcsi Lajos, az Egyenlőség című lap szerkesztője ellen. Avarffy élesen támadta az újság adatait, melyek szerint az első világháborúban mintegy tízezer zsidó tiszt és katona esett el.

## Írói munkássága
Szenvedélyes vadász volt, így szerzett tapasztalatait az 1930-as évek végén és az 1940-es évek elején több könyvben írta meg, 1920-tól kezdve rendszeres szerzője volt több vadászattal foglalkozó szakfolyóiratnak, sok írása jelent meg a Vadászlap-ban. Közeli barátja és tisztelője volt Bársony István írónak. 

### Művei
- Vadászutakon
- Vadászképek
- Hej! Vadászok!
- Őzhívás